# Orlando Silvestri
Orlando Silvestri est un footballeur français, né le 20 octobre 1972 à Lille. Ce joueur a longtemps évolué comme attaquant, à Armentières, en CFA, avant d'être repéré par Cannes, un club professionnel de Division 2. Après deux saisons dans ce club, Orlando rejoint Valenciennes. D'abord attaquant, il se reconvertit ensuite en milieu de terrain défensif. Il termine sa carrière de joueur professionnel en Ligue 1, au poste d'arrière latéral gauche en 2007. Après quelques années en Belgique et à l'US Marquette (DH,Nord) il met un terme à sa carrière en 2013 à l'âge de 41 ans.

## Carrière de joueur
- 1997-2000 : JA Armentières  France (en CFA)
- 2000-2002 : AS Cannes  France (en Division 2 puis National)
- 2002-2007 : Valenciennes FC  France (en National, Ligue 2 et Ligue 1)
- 2007-2008 : Francs Borains  Belgique (en Division 2)
- 2011-2013 : US Marquette (DHR puis DH)[1]

## Palmarès
- Champion de France National en 2005 (avec (Valenciennes FC)
- Champion de France de Ligue 2 en 2006 (avec (Valenciennes FC)